# حبیب‌الله‌خان موقرالسلطنه
حبیب‌الله خان موقرالسلطنه داماد مظفرالدین شاه از مخالفین امین السلطان و جزو اولین کسانی بود که اظهار نارضایتی آنها به انقلاب مشروطه انجامید.

## زندگی
وی فرزند عبدالله خان ناظم السلطنه بود. در ابتدا از غلام بچه (خانه شاگرد)های اندرونی ناصرالدین شاه بود. در ۱۳۰۴ه‍.ق به پیشخدمت باشی‌گری ارتقا یافت.
در ۱۳۰۹ ه‍.ق قوللر آقاسی باشی (رئیس غلامان) شد و در سال ۱۳۱۱ه‍.ق با دوهزار تومان پیشکش به ناصرالدین شاه، به منصب کشیکچی باشی گری (نگهبان؛ مراقب؛ پاسدار) دست یافت.
او با شکوه الدوله دختر مظفرالدین شاه ازدواج کرد اما در اواخر سلطنت شاه از شیوه حکومت مظفرالدین شاه بدگویی می‌کرد و مورد غضب شاه قرار گرفت.
وی شبنامه‌هایی را که مخالفین امین السلطان منتشر می‌کردند مخفیانه بر روی میز شاه قرار می‌داد و شاه آنها را می‌خواند تا روزی که در کاخ نیاوران شاه در لحظه قراردادن شبنامه بر روی میز وی را از داخل آینه دیده مچ او را می‌گیرد. متعاقب این وی بهمراه عده ای دستگیر می‌شوند. شیخ یحیی کاشانی. شیخ حسن برادر دارنده حبل المتین. میرزا مهدیخان وزیر همایون مثمرالملک ناصر خاقان … از این دسته بودند

## طلاق غیرشرعی همسرش و عقد وی برای امام جمعه تهران
در زمان سفر آخر شاه ولیعهد دستور داد موقر را حبس کرده و طلاق زنش را بگیرند.
شیخ فضل‌الله نوری تنها آخوندی بود که حاضر شد بدون رضایت شوهر، صیغه طلاق را جاری کند و سپس همسرش شکوه الدوله را به عقد میرزا ابوالقاسم امام جمعه تهران درآورد.
«در این مدت زن موقر السلطنه را، که دختر مظفرالدین شاه بود، به حکم ولیعهد و مأموریت سعیدالسلطنه رئیس نظمیه در محضر حاج شیخ فضل‌الله مطلقه نمودند. و برای اینکه این بدنامی را اصلاح کنند چهل هزار تومان به موقر السلطنه دادند؛ و آن زن را که همه علمای طهران طلاقش را صحیح نمی‌دانستند، در حالتی که شوهرش و خودش راضی به طلاق نبودند، پس از چند ماهی امام جمعه طهران به عقد خود درآورد. و چون احدی نبود که عقد او را برای امام جمعه اجرا نماید خود حاج شیخ فضل‌الله او را معقوله امام جمعه نمود»

## مخالفت با مشروطه و بدار آویخته شدن
حبیب‌الله خان بعدها به طرفداری از استبداد محمد علیشاه (برادر زن قبلی خود) پرداخت. در سال ۱۳۲۷ق، پس از فتح تهران به دست آزادی خواهان، به همراه محمد علیشاه به سفارت روس پناهنده شد و سپس به اروپا رفت. پس از مدتی به هوای اینکه آبها از آسیاب افتاده با گذرنامه جعلی به تهران بازگشت، لیکن بلافاصله شناسایی و دستگیر شد و پس از محاکمه، به اعدام محکوم و حکم اجرا گردید.